# Uig Tower

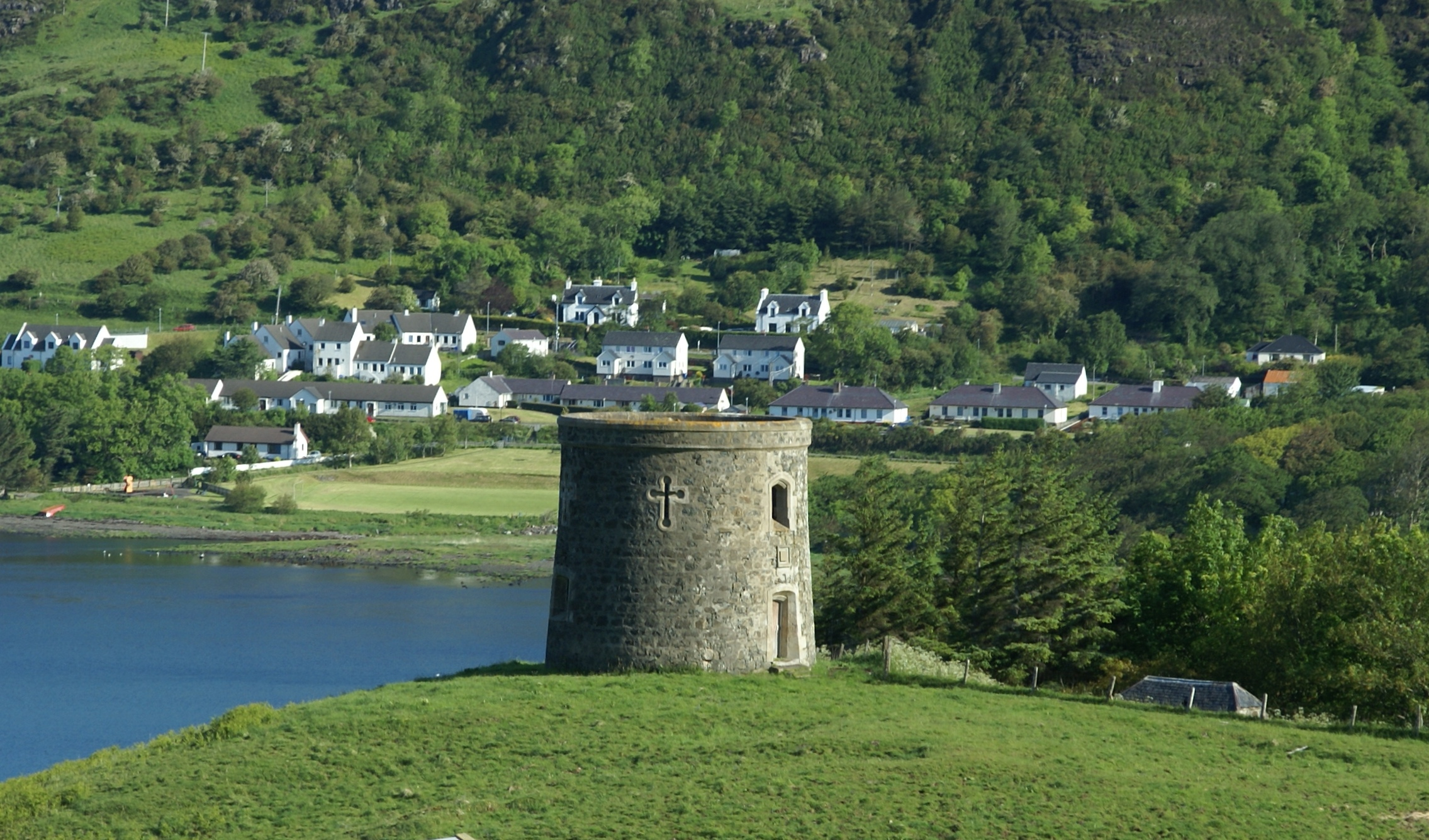
Uig Tower wordt ook wel Captain Fraser's Folly genoemd.

De Uig Tower, ook wel Captain Fraser's Folly genoemd, is een folly uit de negentiende eeuw, staande in Uig op Skye in de Schotse regio Highland.

## Locatie
De Uig Tower staat langs de A87, die Portree en Uig verbindt, ongeveer twee kilometer ten zuiden van Uig. De toren staat aan de zuidoostelijke zijde van de haven.

## Geschiedenis
Kapitein Fraser woonde in een groot huis in Uig genaamd Uig Lodge, dat in 1877 door een storm werd verwoest.
Sinds 1855 was hij eigenaar van de Kilmuir Estate.
Hij liet rond 1860 aan de haven een toren bouwen. Gezien het feit dat dit op een kasteel gelijkend bouwwerk geen verdedigende functie had, wordt het als een folly beschouwd.
De huurders op zijn landgoed moesten hun huur betalen in de toren.
Captain Fraser werd, net als vele andere landheren in Schotland, berucht om zijn bijdrage in de Highland Clearances, waarbij huurders werden verjaagd zodat de grond vrijkwam voor grootschalige schapenteelt. De folly wordt nog steeds door de lokale bevolking geassocieerd met deze Clearances.
In de zomer van 1884 probeerde Captain Fraser zonder succes een familie uit haar woning te zetten tijdens een huurstaking. De lokale bevolking steunde deze familie. Captain Fraser vroeg daarop hulp van de regering om de 'opstanden' neer te slaan. Op 18 november 1884 voer een kleine vloot marineschepen Uig Bay in en landde er een eenheid mariniers en politie.
De staking werd echter niet gebroken en de familie werd niet uit huis gezet; enkele dagen later vertrokken de troepen en de politie-eenheden.
In de vroege twintigste eeuw paste een lokale familie de toren aan om er een woonruimte van te maken. In de jaren vijftig van de twintigste eeuw werd de toren verlaten.

## Bouw
De Uig Tower is een ronde toren van twee verdiepingen en werd gebouwd in Normandische stijl. De toren heeft smalle, verticale spleten in plaats van ramen. De spleten lijken op schietgaten van een kasteel waardoor pijlen konden worden afgeschoten op aanvallers. Aan de buitenzijde zijn de spleten versierd met een kruisvorm.

## Beheer
De Uig Tower is privé-eigendom van het Uig Hotel.